# Supetarska Draga
Supetarska Draga je vesnice na západě chorvatského ostrova Rab, která administrativně spadá pod město Rab. Na rozdíl od ostatních sídel na ostrově neslouží pro turisty. Tradiční je zde námořnictví. V jedné ze zátok je kotviště. Její jedinou, avšak významnou památkou je kostel sv. Petra. Vzhledem k tomu, že je u moře, má nejvyšší bod 20 m n. m. V roce 2001 zde žilo 1184 obyvatel. PSČ je 51 280.